# 쇄설암

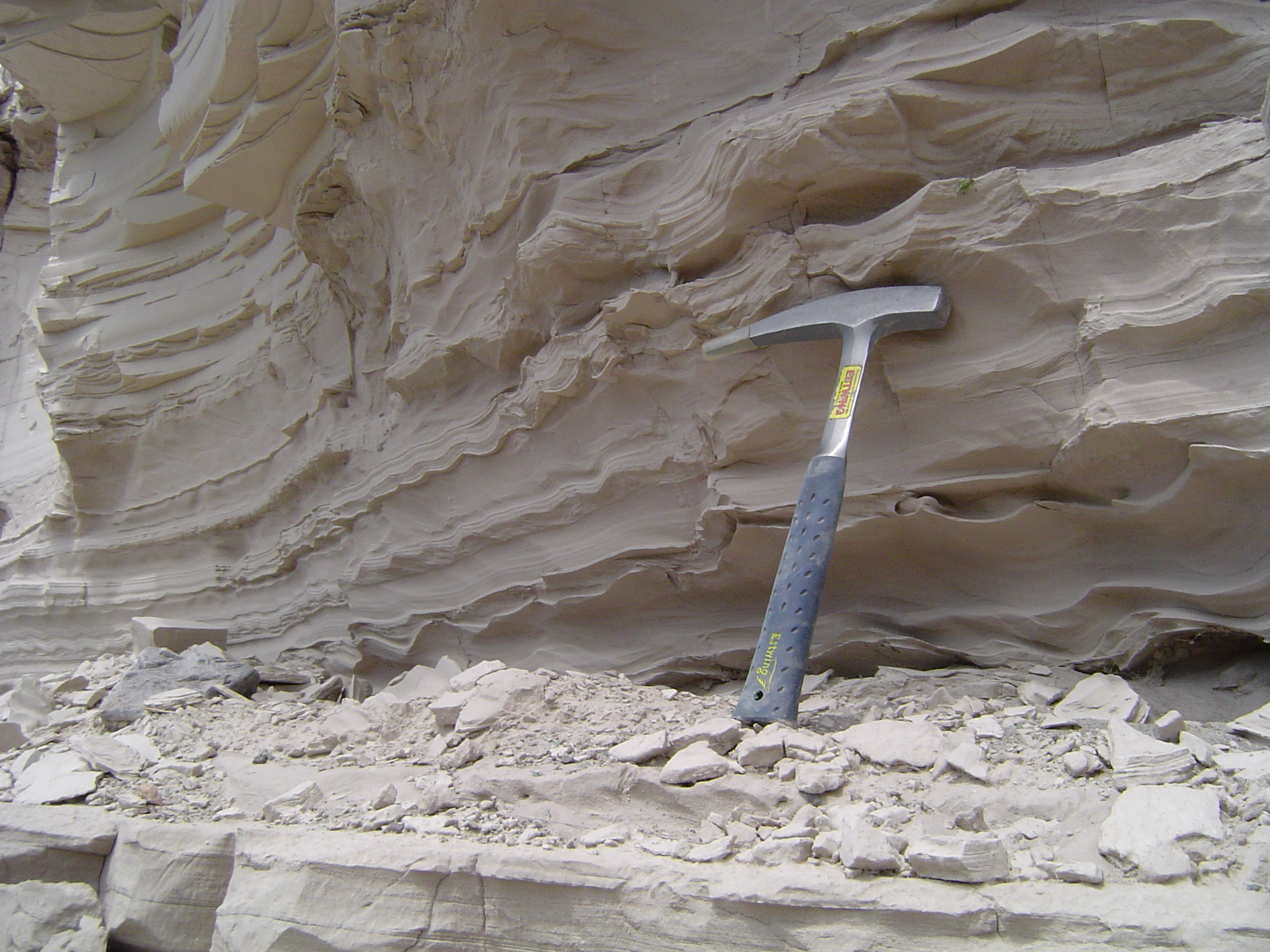
몬태나주의 클레이스톤

쇄설암(碎屑巖, clastic rock)은 기존의 광물과 암석의 파편 또는 쇄설물로 구성된다. 쇄설(clast)은 물리적 풍화 작용에 의해 다른 암석에서 부서진 지질 잔해, 덩어리, 작은 암석 조각이다. 지질학자들은 현탁액이든 하상 유사이든, 퇴적물로 유사된 퇴적암과 입자를 지칭하기 위해 쇄설(clastic)이라는 용어를 사용한다.

## 쇄설성 퇴적암
쇄설성 퇴적암은 주로 풍화 및 침식된 암석의 부서진 조각이나 쇄설물로 구성된 암석이다. 쇄설성 퇴적물 또는 퇴적암은 입자 크기, 쇄설물 및 접합 재료(모재) 구성 및 질감을 기준으로 분류된다. 분류 요소는 샘플의 증착 환경을 결정하는 데 유용한 경우가 많다. 쇄설성 환경의 예로는 흐르는 물에 의해 운반되는 모든 종류의 곡물이 상류의 단단한 암석에서 침식된 조각으로 구성된 강 시스템이 있다.